# Candoia bibroni
Candoia bibroni е вид змия от семейство Боидни (Boidae). Видът не е застрашен от изчезване.

## Разпространение и местообитание
Разпространен е в Американска Самоа, Вануату, Нова Каледония, Самоа, Соломонови острови, Токелау, Тонга, Уолис и Футуна и Фиджи.
Обитава скалисти райони, гористи местности, храсталаци, крайбрежия, плажове и плантации.

## Описание
Продължителността им на живот е около 16,9 години. Популацията на вида е стабилна.